# 法典广场
法典广场（西班牙语：Plaza de los Fueros）是西班牙巴斯克自治区首府阿拉瓦省维多利亚市中心的一个广场，建于1976-1979年，以纪念法典（fuero）。

## 历史
法典广场由爱德华多·奇利达和路易斯·佩尼亚·甘切吉（Luis Peña Ganchegui）建于1979年，以取代以前位于同一地点的阿巴斯托斯广场（Plaza de Abastos），那里出售各种生鲜产品。1878年，一位建筑师提出建造阿巴斯托斯广场的计划，维多利亚的所有市民在那里购买新鲜食品，但是出售这些产品的摊位条件恶劣。城市公共工程委员会接受了这一想法，决定将广场建在现在的法典广场所在的地方。然而，大多数当地商人抱怨新广场，因为它会给他们的生意带来损失。因此，该项目被耽延了几年，直到1897年，当时的维多利亚市长维森特·冈萨雷斯·德埃查瓦里最终批准了该提案。城市建筑师哈维尔·阿吉雷为广场设计了一个项目，其中包括一个广场，中心有一座大型现代建筑。这座建筑的风格是前卫和现代的，钢结构、大窗户。建筑规划提交给市民征求意见。虽然他们拒绝这个想法，但是市议会决定继续这个项目。最后，阿巴斯托斯广场于1899年竣工，当时维多利亚的新市长是费德里科·巴雷巴尔。
这个广场只存在了76年，1975年1月最后一次开放。市议会决定拆除建筑，以建造一个不同的广场；阿巴斯托斯广场被移到新的圣巴巴拉广场。
此后，1976年决定以法典广场取代阿巴斯托斯广场，于1979年竣工开放。然而，自那一年以来，由于此后发生的事故，为了使广场更安全，广场发生了许多变化。但这些变化并没有改变法典广场的美学。

## 雕塑

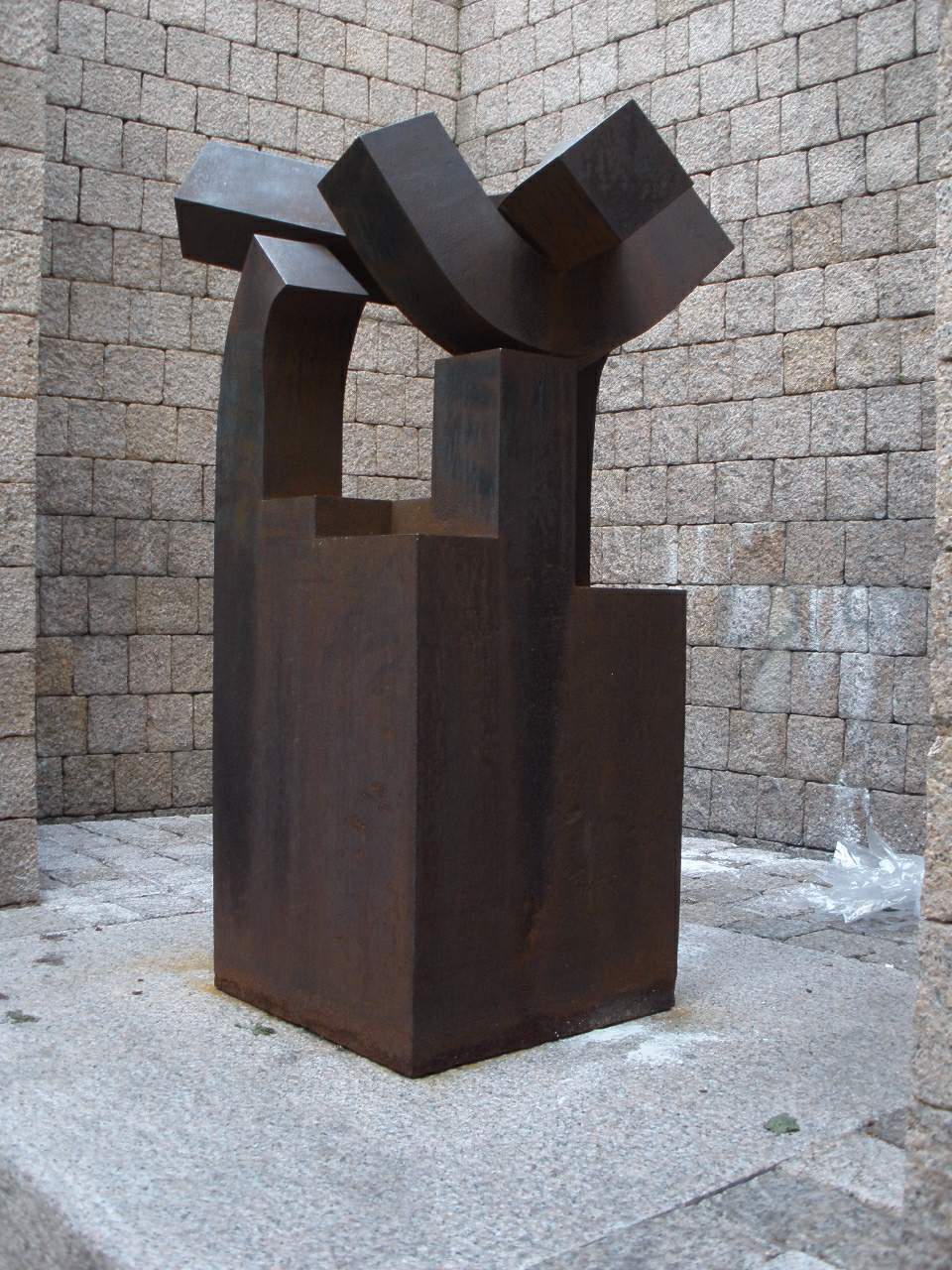

法典广场有好几组雕塑，基本上是由粉红色花岗岩制成。这一地区的所有雕塑都是爱德华多·奇利达和路易斯·佩尼亚·甘切吉共同设计和建造的。不同的图形和形状，是爱德华多·奇利达作品中使用的材料的典型组合。几组雕塑将广场分为不同的部分。 还有一张阿拉瓦县的地图，它在特雷比诺地区的位置放置了一个金属雕塑，名为“向法典致敬”。这些地图只能从鸟瞰图中看到。

## 位置
法典广场位于维多利亚市中心，法典街、邮政街和独立街（Fueros, Postas ，Independencia）交汇于此。周围有重要的建筑，过去曾属于库特沙银行（kutxabank） 、维多利亚邮局和一些公寓。它所在的整个地区是一个步行区，未经官方许可，汽车不得进入，通常一天中的任何时候都非常拥挤。

## 用途
法典广场主要用于8月举行的 白色圣母节。在这些日子里，这个广场被用于许多娱乐活动，如音乐会。节日期间，广场还用于巴斯克乡村体育活动。